# Adam Jarubas
Adam Sebastian Jarubas (nascido em 27 de dezembro de 1974 em Busko-Zdrój) é um político polaco e ex-marechal da voivodia de Świętokrzyskie (2006-2018). Ele tornou-se vice-presidente do Partido Popular da Polónia em dezembro de 2012. Ele foi o candidato oficial do partido para o cargo de Presidente da Polónia nas eleições presidenciais polacas de 2015. No primeiro turno obteve 1,60% dos votos, o que lhe conferiu a sexta colocação entre os candidatos.